# Kabinet-Paroubek
Het kabinet–Paroubek was de regering van de Tsjechische Republiek van 25 april 2005 tot 16 augustus 2006. Het kabinet werd gevormd door de politieke partijen Tsjechische Sociaaldemocratische Partij (ČSSD), Christendemocratische Unie-Tsjecho-Slowaakse Volkspartij (KDU-ČSL) en de Unie Svobody-Demokratická unie (US-DEU) na het aftreden van Stanislav Gross, waarna president Václav Klaus minister van Regionale Ontwikkelingn Jiří Paroubek van de ČSSD tot premier benoemde.

## Kabinet–Paroubek (2005–2006)
| Ambtsbekleder                 | Ambtsbekleder    | Ambtsbekleder            | Functie(s)                             | Ambtstermijn     | Ambtstermijn     | Partij(en)  |
| ----------------------------- | ---------------- | ------------------------ | -------------------------------------- | ---------------- | ---------------- | ----------- |
|                               | Jiří Paroubek    | Jiří Paroubek (1951)     | Premier                                | 25 april 2005    | 16 augustus 2006 | ČSSD        |
|                               | František Bublan | František Bublan (1951)  | Minister van Binnenlandse Zaken        | 26 juli 2004     | 16 augustus 2006 | ČSSD        |
|                               | Cyril Svoboda    | Cyril Svoboda (1956)     | Minister van Buitenlandse Zaken        | 26 juli 2004     | 16 augustus 2006 | KDU-ČSL     |
|                               | Bohuslav Sobotka | Bohuslav Sobotka (1971)  | Minister van Financiën                 | 12 juli 2002     | 16 augustus 2006 | ČSSD        |
|                               |                  | Pavel Němec (1971)       | Minister van Justitie                  | 26 juli 2004     | 16 augustus 2006 | US-DEU      |
|                               | Milan Urban      | Milan Urban (1958)       | Minister van Industrie en Handel       | 20 maart 2003    | 16 augustus 2006 | ČSSD        |
|                               | Karel Kühnl      | Karel Kühnl (1954)       | Minister van Defensie                  | 26 juli 2004     | 16 augustus 2006 | US-DEU      |
|                               | Milada Emmerová  | Milada Emmerová (1944)   | Minister van Volksgezondheid           | 26 juli 2004     | 12 oktober 2005  | ČSSD        |
|                               | Zdeněk Škromach  | Zdeněk Škromach (1956)   | Minister van Volksgezondheid           | 12 oktober 2005  | 5 november 2005  | ČSSD        |
|                               | David Rath       | David Rath (1965)        | Minister van Volksgezondheid           | 5 november 2005  | 16 augustus 2006 | O (2005–06) |
|                               | David Rath       | David Rath (1965)        | Minister van Volksgezondheid           | 5 november 2005  | 16 augustus 2006 | ČSSD (2006) |
|                               | Zdeněk Škromach  | Zdeněk Škromach (1956)   | Minister van Arbeid en Sociale Zaken   | 12 juli 2002     | 16 augustus 2006 | ČSSD        |
|                               | Petra Buzková    | Petra Buzková (1965)     | Minister van Onderwijs, Jeugd en Sport | 12 juli 2002     | 16 augustus 2006 | ČSSD        |
|                               | Milan Šimonovský | Milan Šimonovský (1949)  | Minister van Verkeer                   | 12 juli 2002     | 16 augustus 2006 | KDU-ČSL     |
|                               | Radko Martínek   | Radko Martínek (1956)    | Minister van Regionale Ontwikkeling    | 25 april 2005    | 16 augustus 2006 | ČSSD        |
|                               |                  | Petr Zgarba (1959)       | Minister van Landbouw                  | 25 april 2005    | 10 november 2005 | ČSSD        |
|                               | Jan Mládek       | Jan Mládek (1960)        | Minister van Landbouw                  | 10 november 2005 | 16 augustus 2006 | ČSSD        |
|                               | Libor Ambrozek   | Libor Ambrozek (1966)    | Minister van Milieu                    | 12 juli 2002     | 16 augustus 2006 | KDU-ČSL     |
|                               |                  | Pavel Dostál (1943–2005) | Minister van Cultuur                   | 17 juli 1998     | 24 juli 2005     | ČSSD        |
| Vacant                        |                  |                          | Minister van Cultuur                   |                  |                  |             |
|                               | Vítězslav Jandák | Vítězslav Jandák (1947)  | Minister van Cultuur                   | 17 augustus 2005 | 16 augustus 2006 | O           |
| Ministers zonder portefeuille |                  |                          |                                        |                  |                  |             |
| Ambtsbekleder                 | Ambtsbekleder    | Ambtsbekleder            | Functie(s)                             | Ambtstermijn     | Ambtstermijn     | Partij(en)  |
|                               | Martin Jahn      | Martin Jahn (1970)       | Minister voor Economisch Beleid        | 26 juli 2004     | 31 december 2005 | O           |
| Vacant                        |                  |                          | Minister voor Economisch Beleid        |                  |                  |             |
|                               | Jiří Havel       | Jiří Havel (1957–2012)   | Minister voor Economisch Beleid        | 3 januari 2006   | 16 augustus 2006 | ČSSD        |
|                               |                  | Dana Bérová (1967)       | Minister voor Informatica              | 25 april 2005    | 16 augustus 2006 | O           |
|                               |                  | Pavel Zářecký (1940)     | Minister voor de Wetgevende Raad       | 25 april 2005    | 16 augustus 2006 | O           |